# ...I pravda za sve (1979.)
...I pravda za sve (eng. ...And Justice For All) je sudska drama Normana Jewisona iz 1979. o odvjetniku Arthuru Kirklandu (Al Pacino). U filmu, Kirklanda počinju ucjenjivati da brani korumpiranog suca Henryja T. Fleminga (John Forsythe) u slučaju silovanja, iako se dva muškarca međusobno preziru. Odnos postaje još gori nakon što Kirkland otkriva da je njegov klijent uistinu kriv za ono za što ga terete.
U sporednim ulogama su nastupili Jack Warden, Lee Strasberg, Jeffrey Tambor, Christine Lahti, Craig T. Nelson i Thomas G. Waites. Bio je to posljednji film 75-godišnjeg karakternog glumca Sama Levenea nakon karijere koja je trajala više od 40 godina.
...I pravda za sve osvojila je dvije nominacije za Oscara, za najboljeg glavnog glumca (Pacino) i najbolji originalni scenarij (Valerie Curtin i Barry Levinson). Pacino je zaradio i nominaciju za Zlatni globus. Bio je to drugi put da je Pacino nominiran za ove nagrade u filmu u kojem je glumio zajedno sa svojim učiteljem glume, Leejem Strasbergom.
Naslov su posljednje četiri riječi Zakletve vjernosti koju svakodnevno recitiraju američka djeca u školama.

## Glumci
- Al Pacino - Arthur Kirkland
- Jack Warden - Sudac Francis Rayford
- John Forsythe - Sudac Henry T. Fleming
- Lee Strasberg - Sam Kirkland
- Jeffrey Tambor - Jay Porter
- Christine Lahti - Gail Packer
- Sam Levene - Arnie
- Robert Christian - Ralph Agee
- Thomas G. Waites - Jeff McCullaugh
- Larry Bryggman - Warren Fresnell
- Dominic Chianese - Carl Travers
- Craig T. Nelson - Frank Bowers
- Victor Arnold - Leo Fasci
- Vincent Beck - Policajac Leary
- Michael Gorrin - Stariji čovjek

## Vanjske poveznice
- ...I pravda za sve u internetskoj bazi filmova IMDb-a
- ...I pravda za sve na Rotten Tomatoes